# Foreste di conifere subalpine dei monti Hengduan
Le foreste di conifere subalpine dei monti Hengduan sono una ecoregione terrestre della ecozona paleartica appartenente al bioma delle Foreste di conifere temperate (codice ecoregione: PA0509) che si sviluppa per circa 99.400 km² nella Cina sud-occidentale.
L'ecoregione fa parte dell'ecoregione globale denominata Foreste di conifere dei Monti Hengduan Shan, inclusa nella lista Global 200.
Lo stato di conservazione è considerato in pericolo critico.

## Territorio
La regione si sviluppa per una lunghezza di cira 700 km, in direzione nord-sud, nella parte centrale dei monti Hengduan. La regione è topograficamente composta da catene montuose parallele separate da profonde e strette valli solcate da fiumi. La parte settentrionale si trova ad ovest del bacino del Sichuan e comprende le catene montuose Min Shan e Qionglai, mentre la parte meridionale digrada nell'altopiano dello Yunnan.

## Conservazione
Lo stato di conservazione è considerato in pericolo critico. La regione risulta in gran parte poco accessibile, tuttavia pochissime sono le aree protette. Dal 1998 è stato vietato il taglio della legna dal governo cinese, ma nel Tibet sud-orientale, tali regolamenti sono più difficili da applicare perché il governo tibetano locale ha un'autonomia limitata per formulare la propria linea di condotta su questioni politicamente non sensibili come il taglio delle foreste, e ha scelto di non applicare rigorosamente il divieto di taglio.
Nella regione vi sono due aree protette:
- Riserva naturale di Bitahai[3];
- Riserva naturale di Baimaxueshan[4].